# Amphora pediculus
Amphora pediculus – gatunek okrzemek występujących w wodach mezotroficznych lub eutroficznych. Zasiedla siedliska oligosaprobowe i β-mezosaprobowe.

## Morfologia
Ogólny kształt pancerzyków
Długość 7–15 μm, szerokość 2,5–4 μm, szerokość pancerzyków 6–10 μm. Okrywy półlancetowate, półeliptyczne do lekko półksiężycowatych, z wypukłym brzegiem grzbietowym i prostym lub lekko wklęsłym brzegiem brzusznym; wierzchołki czasami lekko odśrodkowo odchylone z szeroko zaokrąglonymi końcami. Krawędź wentralna lekko wklęsła lub prosta, nigdy wybrzuszona, krawędź dorsalna wypukła.
Symetria
Izopolarne; przepasany widok całych stożków dwuwypukłych.
Prążkowanie
Prążki strony brzusznej w liczbie 16–22 na odcinku 10 μm, w środku promieniste, następnie zbieżne w kierunku końców okryw, punkty w mikroskopie świetlnym niewidoczne. Krótkie i delikatnie okonturowane. Prążki strony grzbietowej: 18–24 w 10 μm, w środku równoległe, następnie promieniste, zawsze punktowane. Wyraźnie widoczne.
Pole osiowe
Liniowe, wąskie, biegnące przez większą część długości okryw, bliżej do krawędzi brzusznej niż grzbietowej.
Pole środkowe
Zróżnicowana szerokość. Tworzy fascię rozciągającą się do krawędzi grzbietowej lub z bardzo krótkimi prążkami po stronie grzbietowej.
Rafy
Ramiona rafy nitkowate, w przybliżeniu proste, co dotyczy też porów środkowych i końców proksymalnych, podczas gdy końce dystalne są odchylone.

## Ekologia
Gatunek kosmopolityczny występujący od stref podrównikowych po podbiegunowe. W Europie Środkowej jest jednym z najszerzej rozprzestrzenionych i najliczniej występujących gatunków. Zasiedlając siedliska oligosaprobowe i β-mezosaprobowe, występuje w wodach o znacznie szerszym spektrum trofii, unikając wód o niskiej mineralizacji i kwaśnych.
Jako epifit występuje w wodach mezo- do eutroficznych Europy.
W polskim wskaźniku okrzemkowym do oceny stanu ekologicznego rzek (IO) nieuznany za gatunek referencyjny ani dla rzek o podłożu węglanowym, ani krzemianowym ze względu na brak klasyfikacji. Przypisano mu wartość wskaźnika trofii równą 2,8, natomiast wskaźnika saprobii 2,1, co odpowiada występowaniem w wodach średnio zanieczyszczonych.

## Gatunki podobne
Podobne taksony: 
Amphora inariensis i Amphora indistincta Levkov posiadają prążki dorsalne pozbawione punktów i zasiedlają wody ubogie w biogeny. Amphora minutissima W. Smith 1853 była jak dotąd pomijana i identyfikowana jako duża forma Amphora pediculus lub mała forma Amphora copulata. Posiada ona ostro zakończone końce, wygięte ku stronie wentralnej, ramiona rafy wygięte i często wybrzuszoną krawędź.